# Andrea Gámiz
Andrea Gámiz, née le 31 octobre 1992 à Caracas, est une joueuse vénézuelienne de tennis.
Elle est membre de l'équipe vénézuélienne de Fed Cup depuis 2011.

## Carrière
Lauréate de 13 titres sur le circuit ITF en simple, elle connait plus de succès en double avec 38 trophées, le plus important étant acquis à Valence en 2021. 
En septembre 2022, elle remporte son 1er titre WTA 125 en double au tournoi de Bucarest avec l'Espagnole Aliona Bolsova.

## Palmarès

### Titre en double dames
Aucun

### Finale en double dames
| No | Date       | Nom et lieu du tournoi       | Catégorie | Dotation  | Surface      | Vainqueures                     | Partenaire  | Score            |          |
| -- | ---------- | ---------------------------- | --------- | --------- | ------------ | ------------------------------- | ----------- | ---------------- | -------- |
| 1  | 11-04-2016 | Claro Open Colsanitas Bogota | Intern'l  | 226 750 $ | Terre (ext.) | Lara Arruabarrena Tatjana Maria | Gabriela Cé | 6-2, 4-6, [10-8] | Parcours |

### Titres en double en WTA 125
| No | Date       | Nom et lieu du tournoi                      | Catégorie | Dotation  | Surface      | Partenaire     | Finalistes                          | Score            |          |
| -- | ---------- | ------------------------------------------- | --------- | --------- | ------------ | -------------- | ----------------------------------- | ---------------- | -------- |
| 1  | 12-09-2022 | Țiriac Foundation Trophy Bucarest           | WTA 125   | 115 000 $ | Terre (ext.) | Aliona Bolsova | Réka Luca Jani Panna Udvardy        | 7-5, 6-3         | Parcours |
| 2  | 27-03-2023 | San Luis Potosí 125 San Luis Potosí         | WTA 125   | 115 000 $ | Terre (ext.) | Aliona Bolsova | Oksana Kalashnikova Katarzyna Piter | 7-65, 6-4        | Parcours |
| 3  | 12-06-2023 | BBVA Open Internacional de Valencia Valence | WTA 125   | 115 000 $ | Terre (ext.) | Aliona Bolsova | Angelina Gabueva Irina Khromacheva  | 6-4, 4-6, [10-7] | Parcours |

### Finale en double en WTA 125
| No | Date       | Nom et lieu du tournoi | Catégorie | Dotation  | Surface      | Vainqueures                           | Partenaire | Score    |          |
| -- | ---------- | ---------------------- | --------- | --------- | ------------ | ------------------------------------- | ---------- | -------- | -------- |
| 1  | 05-09-2022 | Open delle Puglie Bari | WTA 125   | 115 000 $ | Terre (ext.) | Elisabetta Cocciaretto Olga Danilović | Eva Vedder | 6-2, 6-3 | Parcours |

## Parcours en Grand Chelem

### En simple dames
N'a jamais participé à un tableau final.

### En double dames
| 2023 | — | — | 1er tour (1/32) A. Dețiuc \|\| style="text-align:left;" \| A. Parks P. Stearns | — | — | 1er tour (1/32) S. Sorribes Tormo \|\| style="text-align:left;" \| L. Kichenok J. Ostapenko |

N.B. : le nom de la partenaire se trouve sous le résultat ; le nom des ultimes adversaires se trouve à droite.

## Classements en fin de saison
| Année          | 2010 | 2011 | 2012 | 2013 | 2014 | 2015 | 2016 | 2017 | 2018 | 2019 | 2020 | 2021 | 2022 | 2023 | 2024 |
| Rang en simple | 516  | 345  | 314  | 311  | 341  | 265  | 528  | 252  | 328  | 507  | 497  | 360  | 365  | 655  | –    |
| Rang en double | 536  | 310  | 373  | 253  | 236  | 210  | 209  | 184  | 246  | 192  | 211  | 188  | 87   | 105  | 383  |

Source : (en) Classements de Andrea Gámiz sur le site officiel de la Fédération internationale de tennis